# Carl Theodor Zahle
Carl Theodor Zahle, född 19 januari 1866, död 3 februari 1946, var en dansk advokat, pacifist och politiker, brorsons son till Sophus Zahle, syssling till Herluf Zahle, far till Erik Zahle.
Zahle var medlem av Folketinget 1895-1928, Danmarks statsminister 1909-1910 och 1913-1920, justitieminister 1929-1935, styrelseledamot för tidningen Politiken 1936-1945.
År 1895 valdes han in i Folketinget för Venstrereformpartiet. År 1905 var han med om att bilda Det Radikale Venstre.